# جامعة كلادزور
كانت جامعة كلادزور مدرسة أرمينية شهيرة في القرنين الثالث عشر والرابع عشر؛ وقد اعتلت مرتبة مركز لتنمية الفكر الديني والاجتماعي والسياسي والفلسفي والإبداعي في عصرها. وقد أطلق عليها معاصروها اسم «أثينا الثانية المجيدة» و«عاصمة الحكمة» و«الجامعة الشهيرة». كان لها دور وأهمية كبيرة في رعاية وتنمية الحياة العلمية والاجتماعية لأرمينيا في العصور الوسطى. مر منها جهابذة كبار سواء أن استقوا منها العلم أو علموا فيها ومن بين أولئك المفكرين البارزين في ذلك الوقت نرسيس مشيتسي، وأشعيا نشيتسي، وجون أوربيلي، ومخيتار ساسنتسين، وستيفن تارسايش، وفيوليت نيو كيانكتسين، وجون فوروتنيتسي، وخاتشاتور كيشاريتسي، وتوروس تاروناتسي، ووموميك وآخرون غيرهم.
ذكرت جامعة كلادزور باسم «أثينا المجيدة» في مخطوطة كتبت في 1283-1284 بقلم ماثيو (صفحة 571 من ماتينداران المخيتاريين (وهم طائفة رهبانية من الكنيسة الأرمينية الكاثوليكية) في فيينا). لكن في عدد من المراجع، يرتبط إنشاء المركز التربوي بالفترة من 1279-1281، وتأسيس دير تانحات (1279)، ثم العام الذي انتقل فيه المعلم الأول للجامعة، نرسيس مشتسي، من موشو. دير أراكيلوتس وأسس مركز مدرسة غلادزور (1280).

## تاريخ الجامعة
كلمة «جامعة» موجودة في أرمينيا منذ العصور القديمة. جاء ذكرها في صفحات أول مخطوطات ميسروب ماشدوتس. في تلك الفترة كان الشباب الأرمن يسعون لطلب العلم الجامعي في بلدان أخرى. ثم عند عودتهم إلى الوطن، حاولوا إنشاء مراكز تعليمية في البر الرئيسي بما حملوه من معرفة. قاموا بالتدريس بالكتب التي أحضروها معهم والكتب التي ألفوا، كما ذكر المؤرخ موفسيس خوريناتسي، وزميله داود الذي لا يغلب، في موسوعة أنانيا شيراكاتسي وآخرون غيرهما. ومنه تحولت مدرسة إلى جامعة على مر القرون، والتي كان من المقرر افتتاحها خلال السنوات القاسية من فترة حكم التتار والمغول. بنيت المدرسة في محافظة وايوتس‌جور، والتي سُميت فيما بعد بجامعة كلادزور. كان المؤسس هو نرسيس مشيتسي، من مدينة موش، وهو ابن الراحل فاردان أرشيلتسي. تم افتتاحها في سنوات 1280. اللغة من كانت تعليمات الأرمينية، تعلم يرتبط ارتباطا وثيقا مع الثقافة المحلية. وقعت جامعة كلادزور تحت رعاية حاكم محافظة وايوتس‌جور خاغباكيان البروشي (عائلة أميرية أرمنية). عندما توفي نرسيس مشيتسي، المدير المؤسس للجامعة، عام 1284، أصبح إيساي نشيتشي المدير. بناءً على طلب من خاغباكيان البروشي. ضمت مدرسة كلادزور الثانوية ثلاثة فصول دراسية:
1. الفصول الدراسية الكنسية العلمانية
2. حصة فن الكتابة
3. الفصول الدراسية في فئة الموسيقى

في تلك الفترة لا يقبل في جامعة كلادزور إلا من حصل على تعليم ثانوي، والذين، بعد الدراسة لمدة 7-8 سنوات، يخضعون لامتحان ويقدمون أطروحة للحصول على درجة أكاديمية. كانت كلادزور منقطعة النظير في ذلك الوقت، وكان يطلق عليها «أثينا الثانية المجيدة». استقبلت الجامعة طلابا من كل حدب وصوب في أرمينيا راغبين في تحصيل الدراسة الجامعية فيها، بل أتوا حتى من قيليقية. من بين المعلمين المشهورين الذين درسوا بها: إشعياء نشيسي، وديفيد ساسنيتسي، وتوروس تاروناتسي، والكاتب الشهير والرسام والمهندس المعماري موميك.
من أبرز مزايا جامعة كلادزور أن المدارس الجديدة بدأت منها. فقد حصل المؤرخ ستيبان أوربيليان تعليم منها، وهوفنان فوروتنيتسي، وغريغور تاتاتسي، والشاعر خاتشاتور كيشاريتسي، والشخصية الأدبية هوفانيس يرزنكاتسي، والموهوبين فاردابيتس هوفانيس أرتشيتسي، ومخيتار ساسنيتسي، وغيرهم. بعد تخرجه من الجامعة، انتقل هوفنان فوروتنيتسي، تلميذ أشعيا نشيتسي، إلى دير تاتيف وأسس نظامًا جامعيًا هناك.
تميزت جامعة كلادزور عن غيرها من مدارس التعلم في أرمينيا في العصور الوسطى بميثاقها الخاص ونظام الدرجات التربوي والعلمي الخاص بها. وتجدر الإشارة إلى أن الطلاب مارسوا المناظرة الشفوية ودافعوا عن أطروحة التخرج في الجامعة.

## معرض الصور

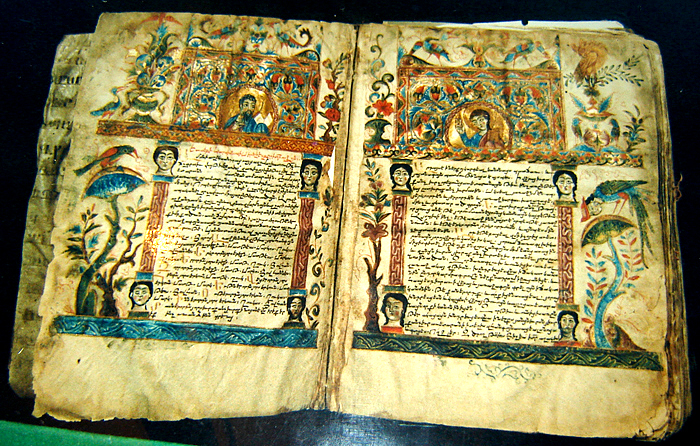
منمنمة أرمنية خُطت كلماتها في جامعة كلادزور
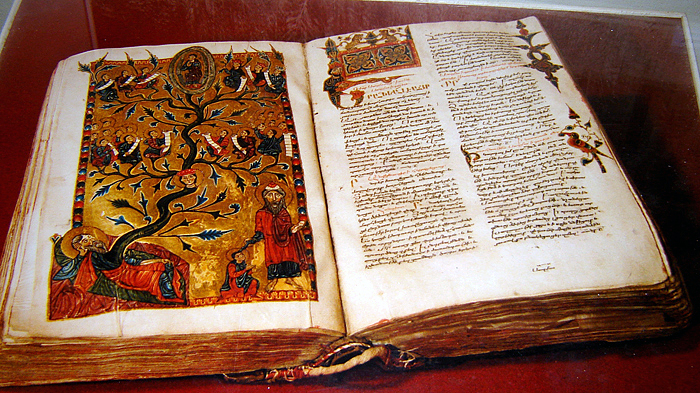
منمنمة أرمنية خُطت كلماتها في جامعة كلادزور
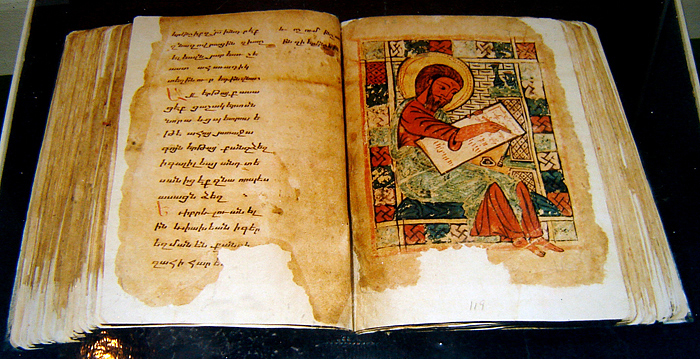
منمنمة أرمنية خُطت كلماتها في جامعة كلادزور
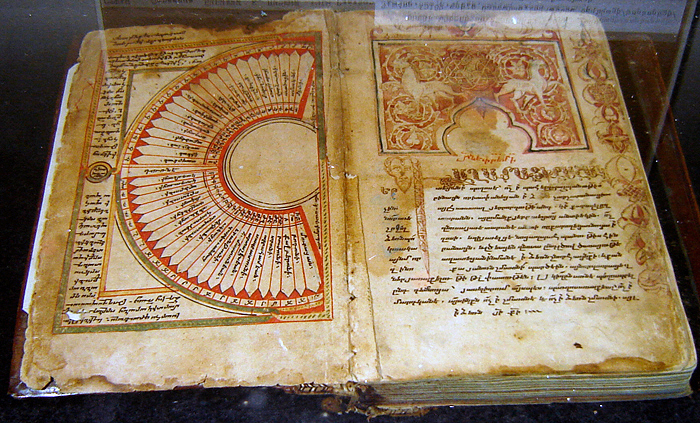
منمنمة أرمنية خُطت كلماتها في جامعة كلادزور
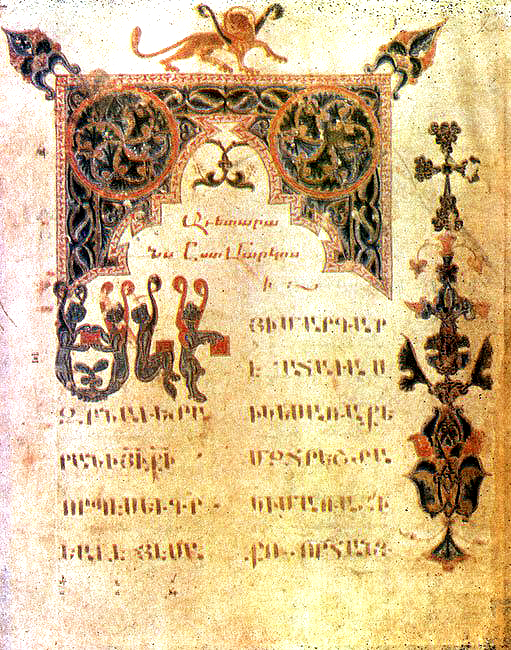
منمنمة أرمنية خُطت كلماتها في جامعة كلادزور